# Roveja

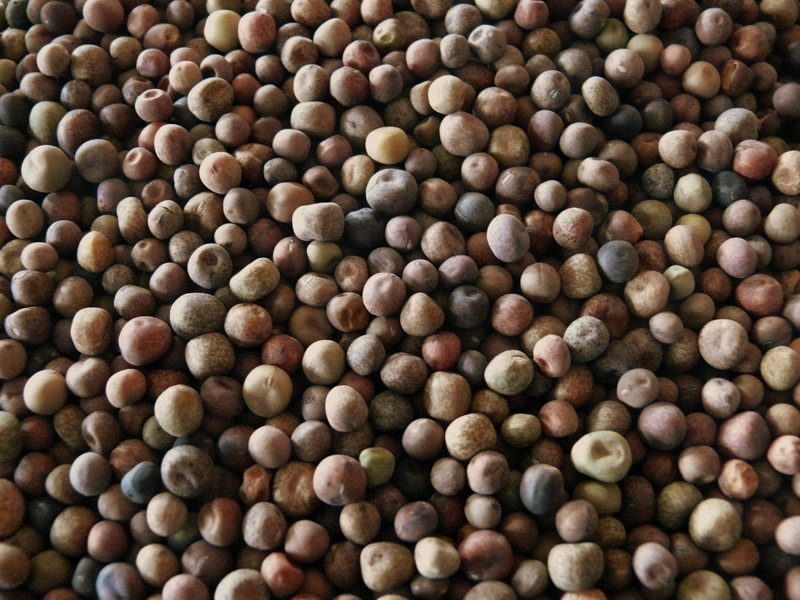
Pisum sativum ssp. arvense varietà "roveja"

La roveja, detta anche pisello dei campi, o robiglio, è una varietà di pisello. Questo legume, conosciuto fin dal Neolitico, fu importato in Europa dal Medio Oriente, ma ultimamente praticamente scomparso dalle produzioni. Esistono diverse cultivar del pisello dei campi quali il kapucijner, coltivato in Olanda, e la roveja che si trova ormai soltanto nell'Italia centrale dove viene coltivato prevalentemente nelle Marche e in Umbria da agricoltori che vogliono diversificare e riscoprire le tradizioni.

## Descrizione
Inizialmente il baccello della roveja è verde ma con la maturazione diventa viola-scuro. Il colore dei semi freschi può variare da verde a grigio, mentre quelli seccati tendono al marrone scuro.
I fiori sono purpurei.

## Coltivazione
Il pisello dei campi viene coltivato in particolare in Valnerina a Cascia e a Spello, nella Valle Umbra. La roveja viene seminata in marzo. I baccelli maturano in luglio. Possono essere raccolti anche a maturazione inoltrata in quanto sono meno farinosi dei piselli comuni. 
Dopo che le foglie sono diventate gialle, le piante si falciano e si lasciano essiccare nel campo. Poi vengono raccolte e trebbiate. Per togliere le impurità i semi vengono ventilati.

## Uso

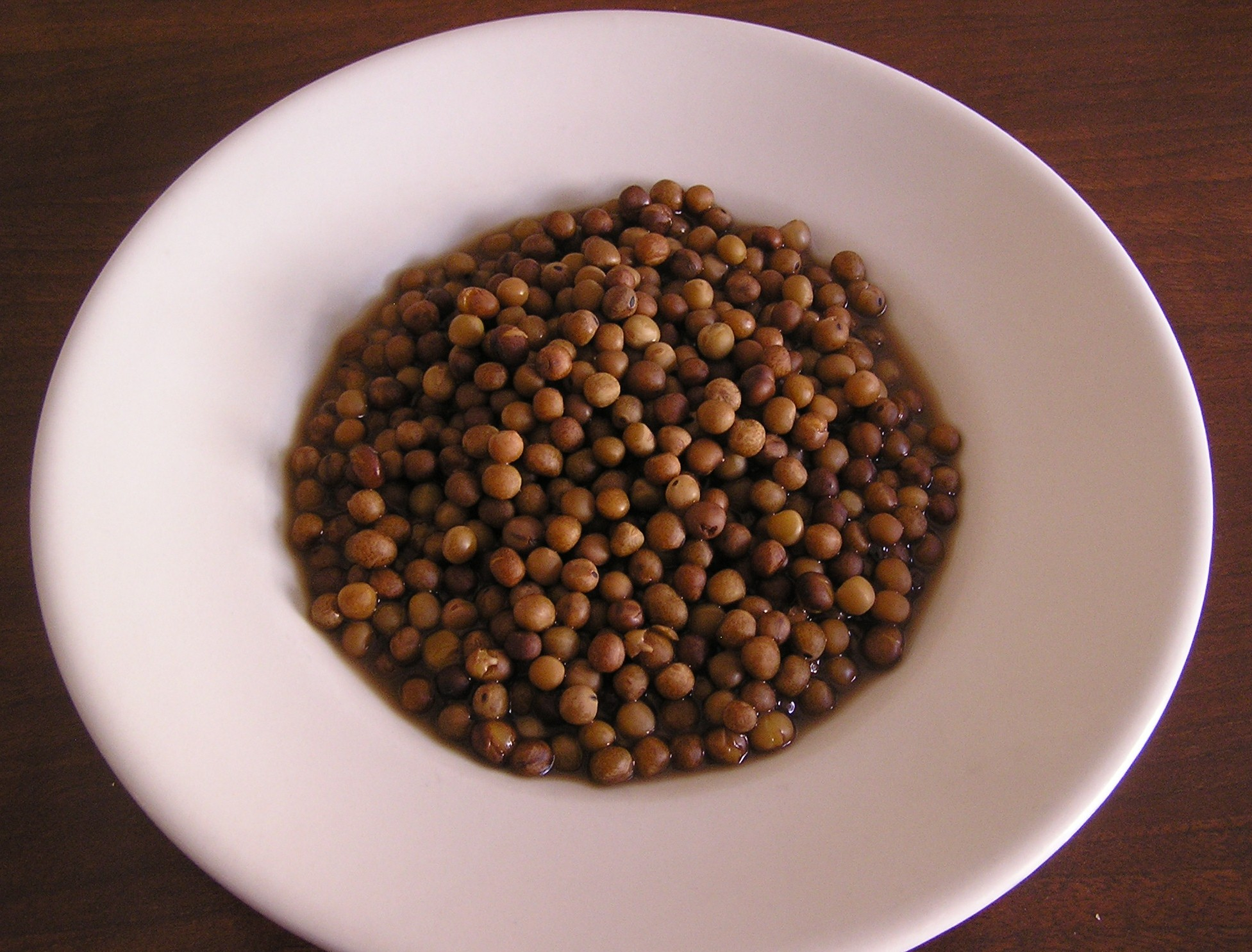
Un piatto di roveja bollita

I semi hanno il sapore di una fava e possono essere consumati freschi oppure essiccati e cotti (più gustosi), impiegati soprattutto per zuppe e minestre. La pianta viene usata anche come foraggio.